# Kizzy
Kizzy Yuanda Constance Getrouw (Rotterdam, 14 maart 1979) is een Nederlandse zangeres, dichteres, actrice en presentatrice met de artiestennaam Kizzy. In 2006 presenteerde ze The VIP op de Amerikaanse televisiezender XY TV. Haar bekendste gedichten zijn Supervrouwen en Cel Voor Cel. Kizzy presenteert kinderprogramma's op OPEN Rotterdam.

## Levensloop
Haar moeder is van Sint Eustatius en haar vader is Surinaams. Ze groeide op Curaçao op, en had daar als kind hoofdrollen in verschillende musicals, theaterproducties en balletuitvoeringen. Ook zat ze bij toneelgroep Theatrum waarmee ze vier jaar lang optrad. Ze won meerdere kinderprijzen als actrice en zangeres en schreef van jongs af aan gedichten en toneelstukken die ze in theater en tv-programma's voordroeg. In 1988 won ze de Mini Playback Show en in 1995 won ze de titel als finalewinnares van de Curaçao European Talent Competition.
Haar grote doorbraak kwam in 1996 toen ze het Nationaal Songfestival won en Curaçao vertegenwoordigde in Barbados waar het Caribische Songfestival plaatsvond. Ze werd toen derde.
Kizzy werd op de Antillen vooral bekend door haar theatershows, haar hitnummer Pia di Galina en als presentatrice van het kinderprogramma Wie is er Nieuwsgierig? van TeleCuraçao.
In 1998 vertrok ze naar Massachusetts in de Verenigde Staten, om muziek te studeren aan het conservatorium; ze volgde ook balletles op The Boston Conservatory en acteerlessen op Emerson College. In 2003 behaalde ze haar diploma van Berklee College of Music in Boston. Ze trad daar op met bekende artiesten als Steven Tyler van Aerosmith, Kim Burrell en Glenn Close. Behalve op XY TV was ze ook op VH1's SoundEffects te zien. Als frontzangeres van The Winiker Orchestra trad ze op bij grote evenementen, zoals haar optreden voor Deval Patrick en Bill Clinton. Ook kreeg ze met het orkest lovende kritieken voor haar vertolking van Hebreeuwse liederen.
Het blad The Improper Bostonian Magazine zette haar op de omslag en benoemde haar tot een van de Top 20 Meest Begeerde Vrijgezellen in Boston.
In 2006 werd ze bekend als showbizzpresentatrice van XY TV.
In 2007 was ze als actrice in televisiereclame in New England te zien, werd ze presentatrice bij de Amerikaanse tv-zender CN8 en werd ze als tv-persoonlijkheid uitgenodigd om mee te lopen in modeshows van bekende modeontwerpers. In 2008 presenteerde ze de jaarlijkse Miss Boston verkiezingen en zat ze in de jury.
In 2009 verhuisde ze terug naar Nederland. In 2011 tekende ze een platencontract. De eerste single was "This Bed Ain't Big Enough". In 2011 droeg ze haar gedicht "Nederland Schreeuwt om Kunst en Cultuur" voor tijdens het evenement Nederland Schreeuwt.
In november 2012 werd haar album Unspoken Rhyme uitgebracht. De productie van het album was in handen van Robert Jansen en Piet Souer.
In 2013 trad ze op tijdens het Delft Jazzfestival en vloog ze met haar band naar Curaçao om op te treden op het Curaçao North Sea Jazz Festival.
In 2014 was ze de presentatrice van Miss Valentine, het Goois Jazz Festival en Internationale Vrouwendag. Daar droeg ze voor het eerst haar gedicht Internationale Vrouwendag voor.
In 2015 werd Kizzy uitgenodigd om haar gedicht Supervrouwen voor te dragen tijdens de Joke Smit Prijsuitreiking.
In 2020 was zij te zien in het televisieprogramma I Can See Your Voice bij RTL4.

## Filmografie
- Wie is er Nieuwsgierig? (1997)
- Sound Affects (2001)
- The VIP (2004–2006)
- The Gossip Swapp (2006)
- Dirty Water (2007–2008)
- OPENBOEK (2017-2018)

Presentatie/jury
- It's Kwakoe Time Again (2001)
- Statia Day (2008)
- Miss Boston (2008)
- Nederland Schreeuwt om Cultuur (2011)
- Internationale Vrouwendag (2014)
- Miss Valentine (2014)

## Discografie

### Albums
- Cocktail, Lamu Lamu 1979
- Unspoken Rhyme 2012
- Have Yourself A Merry Little Christmas 2013

## Trivia
- Kizzy is familie van de Arubaanse zanger Julio Euson.